# Димъндаря (1937 – 1940)
Вижте пояснителната страница за други значения на Димъндаря.
„Димъндаря (на румънски: Dimândarea) е арумънско месечно списание, издавано в Букурещ от юни 1937 до април 1940 година. Подзаглавието му е национално списание за образование и култура (revistă naţională de educaţie şi cultură).
Първите броеве излизат без посочване на редактори. От брой №5 отговорен редактор е Спиру Бужголи, а от № 12 (1938) – Н. Кяку, следван от Йон Гиця в 1939 г. От 1940 година като директор е споменат Йон Фоти. Всичко излизат 35 броя. Във всеки брой има статии за националната и политическата пропаганда (изданието има легионерски уклон), културни хроники, биографии на арумънски личности. Статиите често са подписани - Йон Фоти, Симеон Руфу, Василе Диаманди, Николае Бацария, Вирджилиу Куфа. Публикува поезия на румънски и арумънски език на Нуши Тулиу (във всеки брой), Георге Пердики, Зику Арая, Таке Качиона, Константин Колимитра, Вирджилиу Куфа и Константин Скрима.